# فناوری‌های همگرا برای بهبود عملکرد انسان

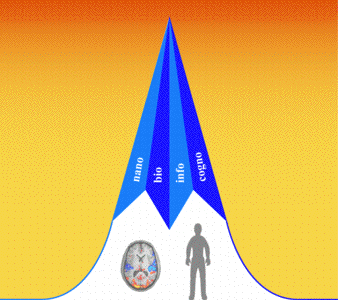
روی جلدِ گزارش (۲۰۰۲).

فناوری‌های همگرا برای بهبود عملکرد انسان عنوان گزارشی است که به سفارش بنیاد ملی علوم ایالات متحده در سال ۲۰۰۲ میلادی ایجاد شده است. این گزارش، شامل یررسی و تفسیر وضعیت علم و تکنولوژی در حوزهٔ علوم شناختی، علوم زیستی، فناوری اطلاعات و ارتباطات و نانوتکنولوژی (به اختصار شزان) است. کاربردهای بالقوه این تکنولوژی‌ها در حوزه‌های بهداشت، سلامت و مقابله با بیماری‌ها، به همراه کاربردهایی برای بهبود عملکرد انسان برای کاربردهای نظامی و رویکرد منطقی به تعامل انسان با ماشین از مواردی است که این گزارش به آن پرداخته است.
دلیل نامگذاری فناوری‌های همگرا برای چهار فناوری عنوان شده، گمانه زنی نویسندگان گزارش از به هم پیوستن این چهار فناوری در آینده و از میان رفتن مرز دقیق تعریف میان آن هاست. به اعتقاد تهیه کنندگان این گزارش، ادغام این فناوری‌ها در آینده، موجب ایجاد هم افزایی و تأثیر بیشتر آن‌ها بر روی یکدیگر خواهد شد.
پس از ارائهٔ این گزارش، گزارش دیگری برای برنامه‌ریزی در حوزهٔ تکنولوژی‌های همگرا برای اتحادیه اروپا با عنوان «فناوری‌های همگرا برای جامعهٔ علمی اروپایی» ارائه شد. برخلاف گزارش اول که رویکردی سود محور و بازارمحور دارد و در برخی موارد، به کاربردهای نظامی احتمالی می‌پردازد، گزارش اخیر عمدتاً به جنبه‌های تأثیرات اجتماعی، ایمنی و محیط زیستی این فناوری‌ها می‌پردازد.
گزارش فوق پس از چندین سال در ایران بسیار مورد توجه قرار گرفت؛ تا آنجا که خلاصه آن به شورای عالی انقلاب فرهنگی گزارش شد و معاونت علمی و فناوری ریاست جمهوری، مرکزی را با عنوان مرکز راهبردی فناوری‌های همگرا ایجاد کرد که این مرکز، چهار ستاد توسعهٔ فناوری برای بررسی و حمایت از توسعهٔ هر یک از این چهار تکنولوژی ایجاد نمود.